# Behaghel von Adlerscron
Behaghel von Adlerscron was een van oorsprong West-Vlaams geslacht dat zich in de 16e eeuw in Frankenthal vestigde en waarvan leden sinds 1756 tot de Oostenrijkse, en sinds 1769 tot de Lijflandse adel behoorden en dat in de 19e of 20e eeuw uitstierf.

## Geschiedenis
De stamreeks begint met Jacob Behaghel (†1625) die in Nieuwkerke bij Ieper werd geboren en zich omstreeks 1570 in Frankenthal als handelaar vestigde. Zijn nazaat Isaak (1686-1775) werd op 14 april 1756 opgenomen in de Rijksadelstand onder de naam Behaghel von Adlerscron. Diens zoon Johann Karl (1719-1777) werd op 4 mei 1769 opgenomen in de Ridderschap van Lijfland. Leden van het geslacht werden onder andere handelaar, bankier en waren bezitter van verscheidene adelsgoederen in Lijfland.

## Enkele telgen
Jacob Behaghel (†1625), handelaar in Frankenthal
- Abraham Behaghel (1579-1627), goudsmid
  - Karl Behaghel (1618-?), stoffenhandelaar, raadsheer in Hanau
    - Isaak Behaghel (1648-1721), stoffenhandelaar en bankier
      - Isaak Behaghel von Adlerscron (1686-1775), stoffenhandelaar, stichter in 1713 van het Collegium Musicum te Frankfurt
        - Johann Karl Behaghel von Adlerscron (1719-1777), officier
          - Gustav Behaghel von Adlerscron (1767-1842), kapitein
            - Nikolai Behaghel von Adlerscron (1806-1873)
              - Dr. Hermann  Behaghel von Adlerscron (1848-?), chemicus, mogelijk laatste telg van het geslacht
                - Helene Hippel (1894-?), adoptiefdochter, voerde de naam Behaghel von Adlerscron en daarmee waarschijnlijk laatste naamdrager